# بیل آسکو
بیل آسکو (انگلیسی: Bill Osco؛ زادهٔ ۱۹۴۷) کارگردان فیلم و تهیه‌کننده فیلم است.
از فیلم‌هایی که وی در آن‌ها نقش داشته‌است، می‌توان به آلیس در سرزمین عجایب اشاره نمود.